# 加鲁瓦
加鲁瓦是巴西圣卡塔琳娜州的一个市镇。总面积501.39平方公里，总人口13393人，人口密度26.7人/平方公里。